# Moen i Målselv
Moen este o localitate din comuna Målselv, provincia Troms, Norvegia, cu o suprafață de 0,88 km² și o populație de 864 locuitori (2013).